# Dante Pavan
Dante Pavan (* 3. Februar 1971) ist ein brasilianischer Herpetologe und Biologe.

## Leben
Pavan studierte ab 1989 am Institut für Biowissenschaften der Universidade de São Paulo, wo er 1994 mit der Prüfschrift Aspectos da história Natural de Osteocephalus langsdorffii (Amphibia, Anura, Hylidae) unter der Leitung von Miguel Trefaut Rodrigues den Bachelor-Abschluss erlangte. Von 1996 bis 2001 folgte ein Master-Studium bei Rodrigues, das er mit der Prüfschrift Considerações Ecológicas sobre a fauna de sapos e largartos de uma área de Cerrado sob impacto do enchimento do reservatório de Serra da Mesa abschloss. Ab 2003 absolvierte er sein Doktoratsstudium an der Universidade de São Paulo, wo er 2007 unter der Leitung von Rodrigues seine Dissertation mit dem Titel Assembléias de répteis e anfíbios do Cerrado da bacia do Rio Tocantins e o impacto do aproveitamento hidrelétrico da região na sua conservação verteidigte.
Pavan widmet sich der Ökologie, Systematik und Erhaltung der neotropischen Reptilien und Amphibien, insbesondere im Cerrado und im Atlantischen Regenwald. Daneben ist er als Berater für die Erstellung von Umweltverträglichkeitsprüfungen tätig. Dafür gründete er die Grupo Independente para Avaliação do Impacto Ambiental (GIAIA), ein Kollektiv aus Wissenschaftlern und Bürgern, das sich über das Internet organisiert hat, um eine kollaborative Analyse der Umweltauswirkungen durchzuführen, die sich aus dem Dammbruch von Bento Rodrigues in Mariana im November 2015 ergeben haben.
Im Jahr 2015 zog Pavan nach Itapina und erwarb die Bela Vista Farm, ein altes Anwesen seines Großvaters am Ufer des Rio Doce, auf dem er ein Studienzentrum einrichtete, das im Rahmen der Prinzipien des Konzepts der ökologischen Nachhaltigkeit Kenntnisse über umweltfreundliche Aktivitäten vermittelt. In dieser Perspektive werden Projekte und Aktivitäten durchgeführt, die die lokale Bevölkerung, sowohl in der Stadt als auch auf dem Land, in Projekte und Aktivitäten einbezieht, um zur sozioökonomischen und ökologischen Entwicklung der Region beizutragen.

## Erstbeschreibungen von Dante Pavan
- Adenomera amicorum Carvalho, Moraes, Lima, Fouquet, Peloso, Pavan, Drummond, Rodrigues, Giaretta, Gordo, Neckel-Oliveira & Haddad, 2021
- Adenomera aurantiaca Carvalho, Moraes, Lima, Fouquet, Peloso, Pavan, Drummond, Rodrigues, Giaretta, Gordo, Neckel-Oliveira & Haddad, 2021
- Adenomera gridipappi Carvalho, Moraes, Lima, Fouquet, Peloso, Pavan, Drummond, Rodrigues, Giaretta, Gordo, Neckel-Oliveira & Haddad, 2021
- Adenomera inopinata Carvalho, Moraes, Lima, Fouquet, Peloso, Pavan, Drummond, Rodrigues, Giaretta, Gordo, Neckel-Oliveira & Haddad, 2021
- Adenomera kayapo Carvalho, Moraes, Lima, Fouquet, Peloso, Pavan, Drummond, Rodrigues, Giaretta, Gordo, Neckel-Oliveira & Haddad, 2021
- Adenomera tapajonica Carvalho, Moraes, Lima, Fouquet, Peloso, Pavan, Drummond, Rodrigues, Giaretta, Gordo, Neckel-Oliveira & Haddad, 2021
- Alexandresaurus camacan Rodrigues, Pellegrino, Dixo, Verdade, Pavan, Argolo & Sites, 2007
- Allobates nunciatus Moraes, Pavan & Lima, 2019
- Bachia micromela Rodrigues, Pavan & Curcio, 2007
- Bachia psamophila Rodrigues, Pavan & Curcio, 2007
- Caparaonia itaiquara Rodrigues, Cassimiro, Pavan, Curcio, Kruth Verdade & Machado Pellegrino, 2009
- Hylodes dactylocinus Pavan, Narvaes & Rodrigues, 2001
- Leposoma puk Rodrigues, Dixo, Pavan & Verdade, 2002